# Сантьягу (Армамар)
Сантья́гу (порт. Santiago) — район (фрегезия) в Португалии, входит в округ Визеу. Является составной частью муниципалитета Армамар. По старому административному делению входил в провинцию Траз-уж-Монтиш и Алту-Дору. Входит в экономико-статистический субрегион Доуру, который входит в Северный регион. Население составляет 180 человек на 2001 год. Занимает площадь 3,76 км².